# Kostel svatého Isidora (Budenice)
Kostel svatého Isidora v Budenicích se nachází jižně od vsi, v kaštanové aleji do Zlonic, v katastrálním území Jarpice a spadá pod Římskokatolickou farnost Zlonice.

## Historie
Barokní poutní kostel byl postavený v letech 1680–1682 na půdoryse řeckého kříže s oválnou centrální lodí. Raně barokní průčelí s volutovým štítem doplňují sochy Jana Jiřího Bendla. U kostela je hřbitov s ohradní zdí, litinovým plotem a hrobka Kinských.
Boží muka
Barokní boží muka s reliéfy sv. Václava, sv. Ludmily, sv. Floriána a sv. Jana Nepomuckého jsou v polích jižně od Budenic, při cestě ke kostelu sv. Isidora.
Obraz sv. Isidora
V kostele je klasicistní olejomalba od Josefa Berglera o rozměrech 200 x 140 cm. Obraz byl vytvořen v roce 1823 přímo pro kostel na popud kněžny Karolíny Kinské (rozené z Kerpen), manželky majitele zlonického panství Ferdinanda Jana Kinského. Znázorňuje klečícího patrona zemědělského Slánska před Pannou Marií s Ježíškem na klíně. Byl restaurován v roce 1911 ve vídeňském ateliéru Ritschel a opět v roce 1990 Daliborem Zikou a akademickým malířem Pavlem Blattným.
Zvony
První zvon, sv. Isidor, byl ulitý v roce 1681, má průměr 43 cm, výšku 40 cm, průměr čepce 23 cm a hmotnost 44,5 kg. Na jedné straně je nápis a znak Hartmanů z Klarštejna, na druhé straně také nápis a reliéf sv. Isidora. Druhý zvon (umíráček) z roku 1852 s nápisem a dvěma reliéfy — Ukřižovaný a Panna Marie s Ježíškem, má hmotnost 30 kg. Oba zvony byly 28. března 1942 určeny k rekvírování. Zvon sv. Isidor byl na kostel navrácen v roce 1945 a slouží dodnes.